# قواع الصخر الأحمر لجيمسون
قواع الصخر الأحمر لِجيمسون (الاسم العلمي: Pronolagus randensis)، هو نوع من الثدييات يتبع فصيلة الأرانب ضمن رتبة الأرنبيات.